# Scyllarus longidactylus
Scyllarus longidactylus är en kräftdjursart som beskrevs av Hiroshi Harada 1962. Scyllarus longidactylus ingår i släktet Scyllarus och familjen Scyllaridae. Inga underarter finns listade i Catalogue of Life.